# USS Miami (SSN-811)
El USS Miami (SSN-811) será el décimo submarino nuclear de ataque de la clase Virginia Bloque V de la Armada de los Estados Unidos. Llevará el nombre de la ciudad de Miami en Florida.
El submarino se encargó en marzo de 2021 por 2.400 millones de dólares. Su nombre fue anunciado el 8 de mayo de 2024 por el Secretario de Marina, Carlos del Toro.